# Sphaerellothecium pannariacearum
Sphaerellothecium pannariacearum är en lavart som beskrevs av Etayo 2008. Sphaerellothecium pannariacearum ingår i släktet Sphaerellothecium och familjen Mycosphaerellaceae.   Inga underarter finns listade i Catalogue of Life.